# 13531 Weizsäcker
13531 Weizsäcker là một tiểu hành tinh vành đai chính với chu kỳ quỹ đạo là 1943.3637932 ngày (5.32 năm).
Nó được phát hiện ngày 13 tháng 9 năm 1991. Nó được đặt theo tên German physicist và philosopher Carl Friedrich von Weizsäcker.